# Беканкур

Герб Беканкура

Беканкур (фр. Bécancour) — місто в канадській провінції Квебек в регіоні Центральний Квебек, округ Беканкур, на південь (через річку св. Лаврентія) від м. Труа-Рів'єр. Назва міста перейшла до нього від сеньйорату, заснованого тут за часів Нової Франції.
Перші французькі поселенці прибули сюди 1758 р. — це були аккадійці, депортовані британською владою з території майбутньої провінції Нью-Брансвік.
Нині населення міста становить 11 134 особи. Французька мова є рідною для 97,7%, англійська для 0,7% жителів (2006).